# Агема
Агема (греч. Ἄγημα)  — маленькая элитная воинская часть. 
В современной греческой армии так именуются также церемониальные роты и группы морского десанта.
В армии Александра Македонского так именовались элитные части. Существовали две агемы — конная, в составе конницы гетайров, и пешая, в составе корпуса гипаспистов. Первая из них называлась также царской илой (basilike ile), и в отличие от остальных ил конницы состояла из 400 человек — в обычных илах было по 200 человек. В бою царская ила всегда занимала почётное место на правом фланге строя. В её составе в частности проходили службу «личные гетайры» — небольшая группа приближённых царя, которых не следует путать с обычными воинами конницы гетайров.
Пешая агема гипаспистов соответственно называлась «царскими гипаспистами» (basilikoi hypaspistes). Она состояла из одного отряда (512 человек), впоследствии, возможно, увеличившегося до хилиархии, имевшую в два раза большую численность. В лагере агема гипаспистов охраняла палатку царя, а в бою занимала место на правом фланге пехоты.

## СтатьяАгемав энциклопедии Сытина
Агема, македонская конная гвардия, царский эскадрон.
Она присоединялась как 16-й отряд к 15 илам (эскадронам), на которые делилась вся остальная конница. В этот конвой царя поступали самые храбрые и сильные сыновья благороднейших фамилий, которые предварительно, в качестве царских отроков получали воспитание при дворе государя.— 